# Könyvsorozat
A könyvsorozat az időszaki kiadvány egyik kategóriája.

A legfontosabb ismertetője az ISSN szám, amellyel a sorozati cím kerül jelölésre, míg az egyes kötetek ISBN számot kapnak.  
Nem nevezhető könyvsorozatnak egyazon szerző összes, egymás után kiadott műve, hacsak nem egy bizonyos sorozatnév alatt, más szerzők műveivel együtt adják ki.
Egy könyvsorozatba tartozó kötetet onnan is fel lehet ismerni, hogy az impresszumban ISBN- és ISSN szám is szerepel.
Ha nem tudjuk megállapítani a könyvsorozat címét, de az ISSN számot ismerjük, a következő közös katalógusokban nagy eséllyel megtaláljuk a keresett sorozatot:  
- Magyar Országos Közös Katalógus (MOKKA)
- Országos Dokumentumellátó Rendszer (ODR)[halott link]